# (466967) 2016 BJ4
(466967) 2016 BJ4 es un asteroide perteneciente al cinturón de asteroides, descubierto el 14 de septiembre de 2005 por el equipo Spacewatch desde el Observatorio Nacional de Kitt Peak (Arizona, Estados Unidos).